# Pont Besletski
El Pont Besletski o Pont Besleti (en rus: Беслетский мост; en georgià: ბესლეთის ხიდი), també és conegut com el Pont de la Reina Tamara, és un pont d'arc de pedra medieval a Sukhumi, en la proclamada República d'Abkhàzia, que Geòrgia continua considerant part del seu territori nacional. És un important vestigi de l'arquitectura medieval de la zona. Es troba a uns 6 quilòmetres, al nord-oest del centre de la ciutat de Sukhumi, estès sobre el petit riu de muntanya Basla. La seva construcció es remunta a la fi del segle xii. Estudis realitzats el 1936 remunten la seva construcció als segles X - XI.

## Característiques
Té una longitud total de 35 metres, estant només l'arc de 13,3 metres i 8 metres d'alçada, així com 80 centímetres d'amplada. És un pont d'un sol arc, estant un exemple il·lustratiu dels dissenys de ponts medievals. Està construït amb blocs rectangulars de pedra calcària.
Els vessants van ser tallats a pic en la pedra calcària, utilitzant una forta argamassa calcària, assolint una capacitat de càrrega de 8 tones. El secret de la seva solidesa encara és un misteri.

### Gravats

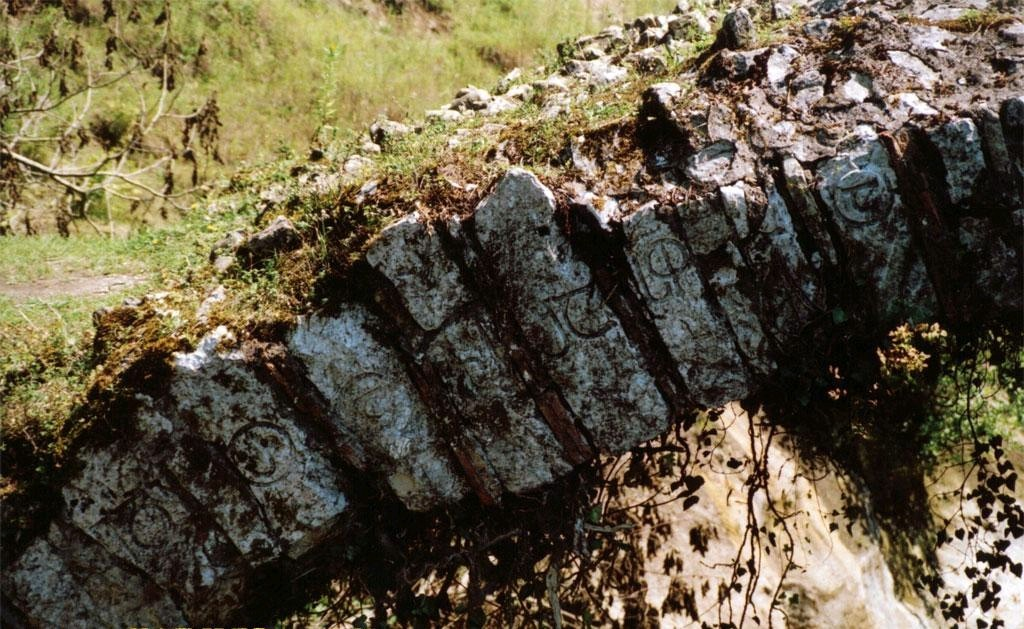
Inscripció en asomtavruli al pont.

En una inscripció contemporània en alfabet georgià primitiu asomtavruli, dels segles XI - XII es pot llegir:
| « | Crist, el sobirà, en tots els sentits... exaltat en ambdues vides... | » |

Al pilar esquerre es troba gravada una "T" grega i la imatge de la creu. Es desconeix la resta de la inscripció original. Una estela de pedra amb inscripcions georgianes estava erigida en la capçalera del pont, però es va perdre durant la Guerra d'Abkhàzia a començaments de la dècada de 1990.

## Entorn
A l'antiguitat formava part d'un important camí de les valls muntanyoses, i el pont va tenir una gran importància estratègica. En les rodalies del pont es troben les ruïnes de torres de combat medievals, testimoni de la importància estratègia del lloc, guardant el pont i l'entrada de la de la gorja contra incursions enemigues. A 300 metres del pont, a la riba esquerra, es poden trobar unes ruïnes d'un antic temple i d'altres construccions, el que aparentment va constituir un llogaret feudal o un monestir.

## Estat actual
Ara com ara, és l'únic pont d'aquest tipus que es conserva a Abkhàzia. Durant l'any 1939 el pont va ser restaurat, reforçant els panys de pared laterals i asfaltant-ho parcialment. Es troba en bon estat de conservació.

## Llegendes

### Reina Tamara
Durant el regnat de la Reina Tamara de Geòrgia (entre 1184 i 1213), a qui la tradició l'adjudica haver ordenat la seva construcció. També se l'adjudica que haver-se col·locat al pont per admirar les meravelloses vistes.

### Altres llegendes
Altre llegenda afirma que les costes patien freqüents atacs d'invasors, cremant i saquejant ciutats, així com emportant-se esclaus. Després d'haver massacrat la població del país, en una gesta heroica un grup d'habitants van realitzar un atac a fons per rebutjar-los. Per portar a terme aquest atac, va ser indispensable construir un pont, però només hi havia disponible pedra calcària i sorra, i no hi havia temps per preparar la calç. Per la qual cosa es va llançar la consigna:
| « | Tot aquell que estimi la llibertat, que al missatger li doni un ou de gallina | » |

 Reunint-se de la nit al dia 40.000 ous./> Amb aquests ous, mesclats amb sorra, en una nit es va construir el pont, i per ell van atacar als enemics per la rereguarda. Els enemics van ser rebutjats cap al mar, assolint la tan llargament desitjada independència.
Encara que les llegendes l'atribueixin als ous la seva fortalesa, va ser construïda sense clara de cap ou, i segueix vigorosament en peu després de 800 anys.